# Famille Moro
Pour les articles homonymes, voir Moro.
La famille Moro est une famille patricienne de la république de Venise. Elle fut parmi les premières à ériger des bâtiments à Venise en 421.
La famille donna des ambassadeurs, des généraux et des procurateurs de Saint-Marc, un évêque, un patriarche de Grado, et un doge.

## Histoire

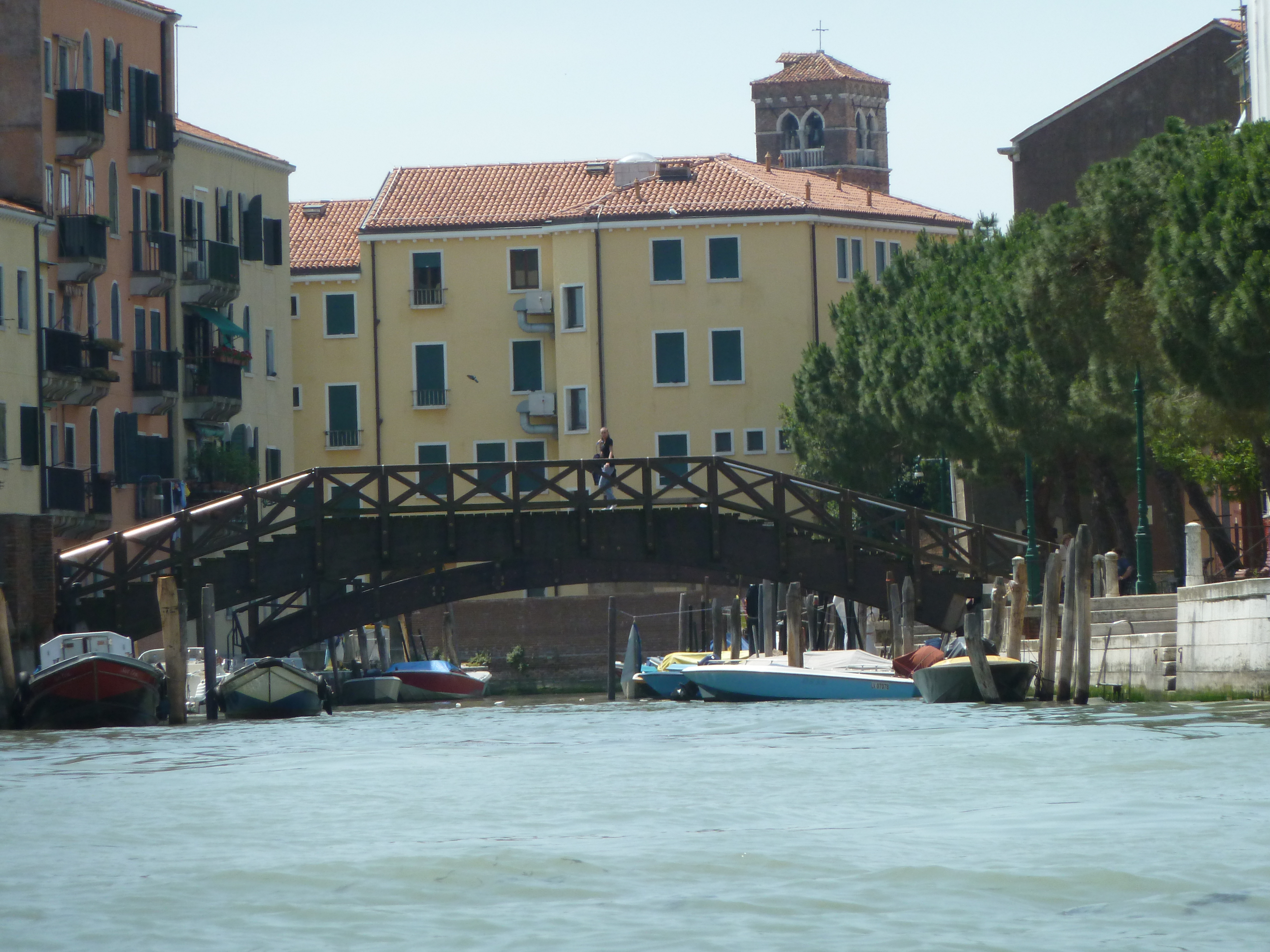
Pont Moro sur le rio de Ca' Moro

La famille Moro s'est installée à Venise au milieu du Ve siècle. Durant les premières années de leur établissement dans les lagunes, les émigrés vénètes restèrent soumis à l'administration des villes dont ils étaient originaires. Ainsi, Padoue envoyait à Rialto des magistrats annuels avec le titre de consuls; les noms même de quelques-uns de ces fonctionnaires nous ont été transmis; ce sont : Albino Moro, Antonio Calvo, Alberto Faliero, Tommaso Candiano, Hugo Foscolo, Cesare Dandolo, qui formèrent les souches des familles patriciennes des Moro, des Calvi, des Candiani, des Falieri, familles qui existaient encore lors de la chute de la république à Venise, Bergame, Brescia et, hors de la république de Venise, à Genes et Turin. On conserve dans la bibliothèque du couvent des Camaldules de Saint-Michel, près de Venise, un décret rendu par le sénat de Padoue, en 421, qui ordonne la construction d'une ville à Rialto et la concentration sur ce point des habitants répandus jusque-là dans diverses îles environnantes.

## Armes

Armes des Moro.

Les armes de la famille se blasonnent ainsi : un écu bandé d'argent et d'azur de six pièces avec un chef d'argent chargé de trois mûres de sable.

## Personnalités
- Cristoforo Moro (1390-1471), 67e doge de Venise, élu en 1462 ;
- Giovanni Moro, ambassadeur auprès du Saint-Siège, reçut l'extrême onction du pape Grégoire XIV ;
- Pietro Moro, créé cardinal par Grégoire XII ;
- Giovanni Moro patriarche de Grado en 1121 ;
- Simeone Moro († 1292), évêque de Castello dès 1291 ;
- Giacomo Moro, politique actif durant la guerre contre Carrare (1370-1380) ;
- Giovanni Moro, un des premiers recteurs de Terre Ferme ;
- Antonio Moro, recteur de Padoue, Feltre, Bassano et Bologne ;
- Damiano Moro, provéditeur de l'Armée du Pô dans la guerre de Ferrare (1482-1484) ;
- Giovanni Moro, duc de Candie (1538) ;
- Giovanni Moro, ambassadeur de Venise en France (1581) et baylo de Constantinople en 1587 après la bataille de Lépante[3] ;
- Gabriele Moro († 1650), philosophe ;
- Domenico Moro (1822-1844), patriote italien ;
- Gerolamo Lino Moro (1903-1990), sénateur et député italien.

## Demeures

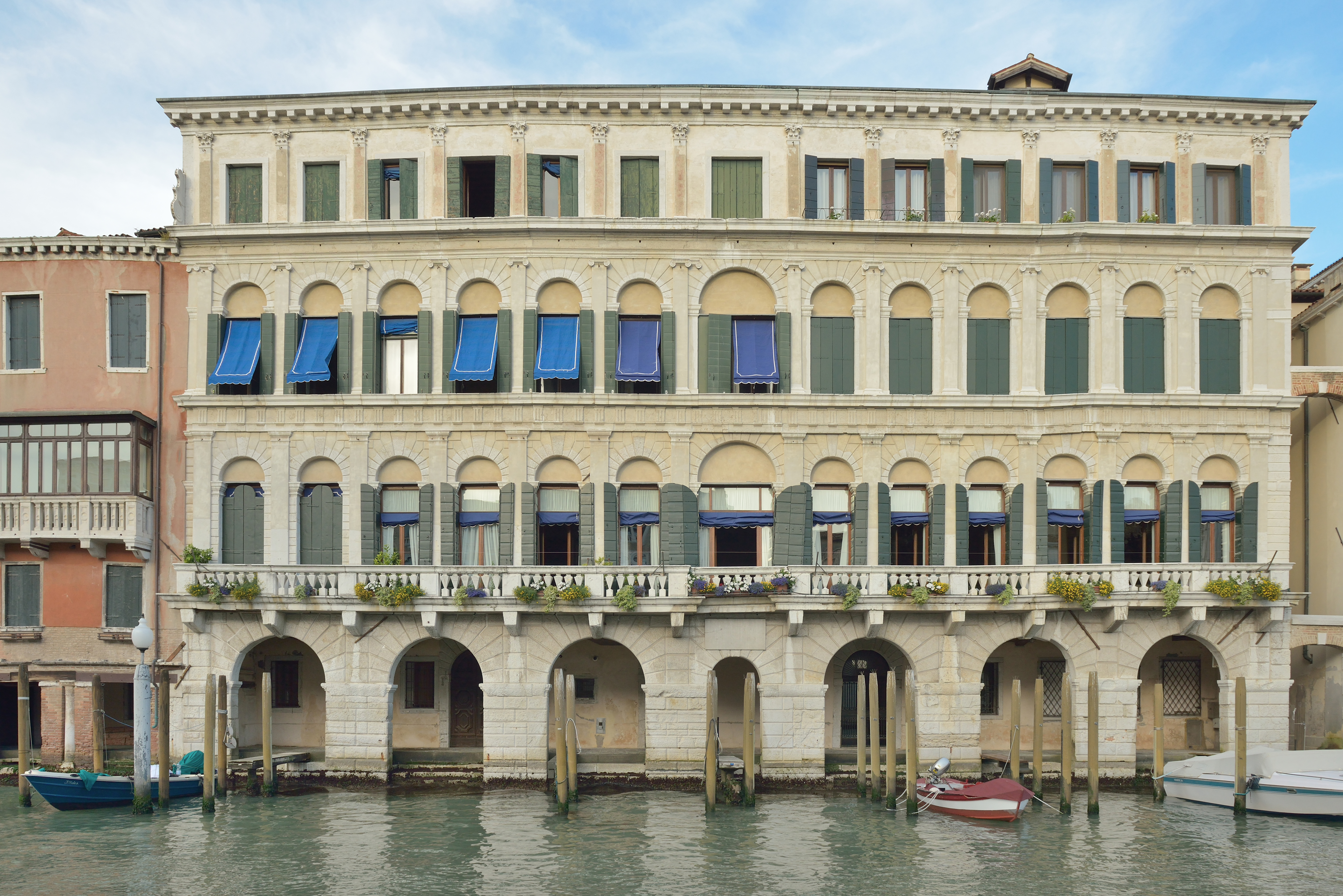
Palais Moro Lin
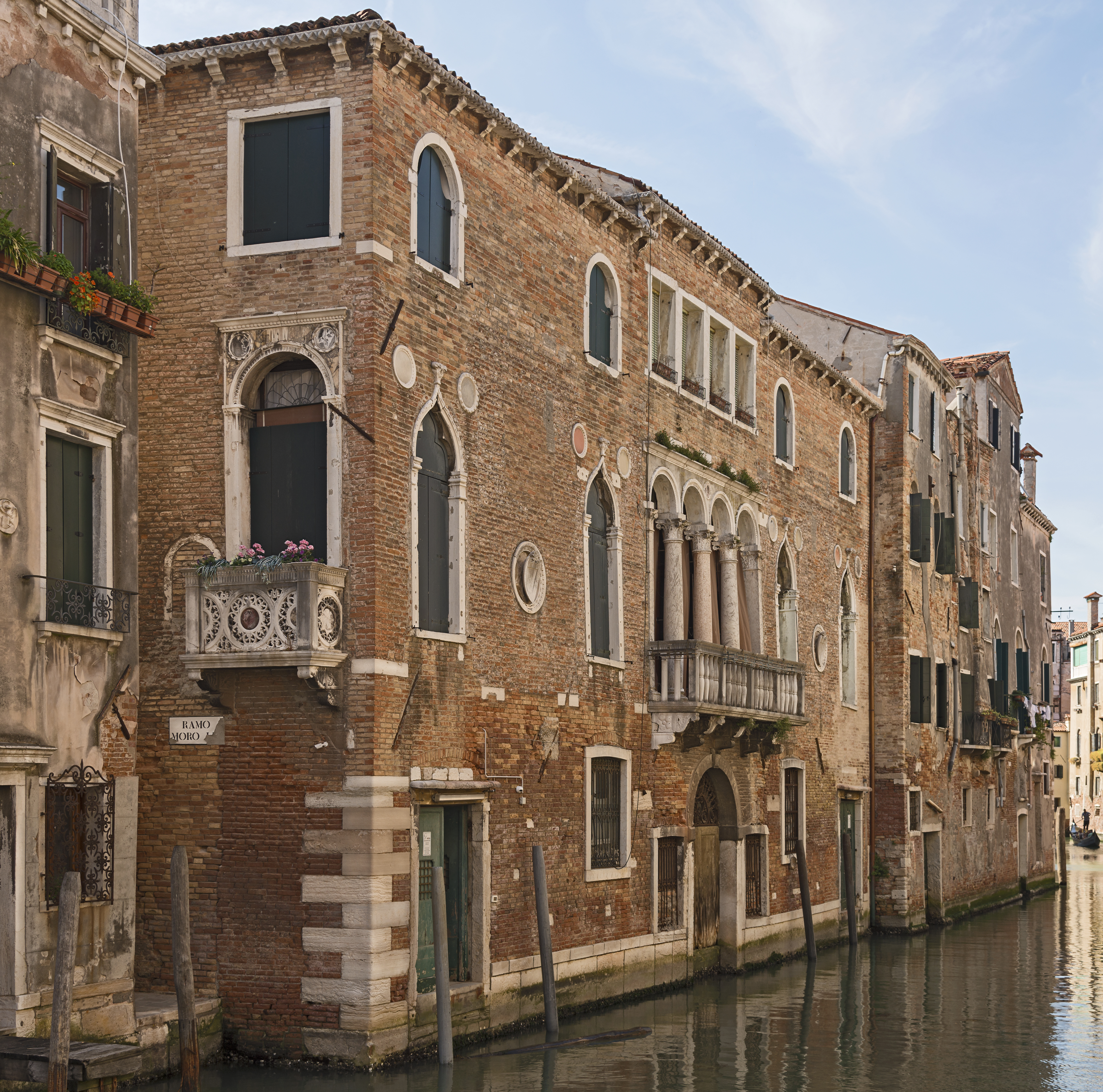
La façade du Palais Morolin Michiel Olivo
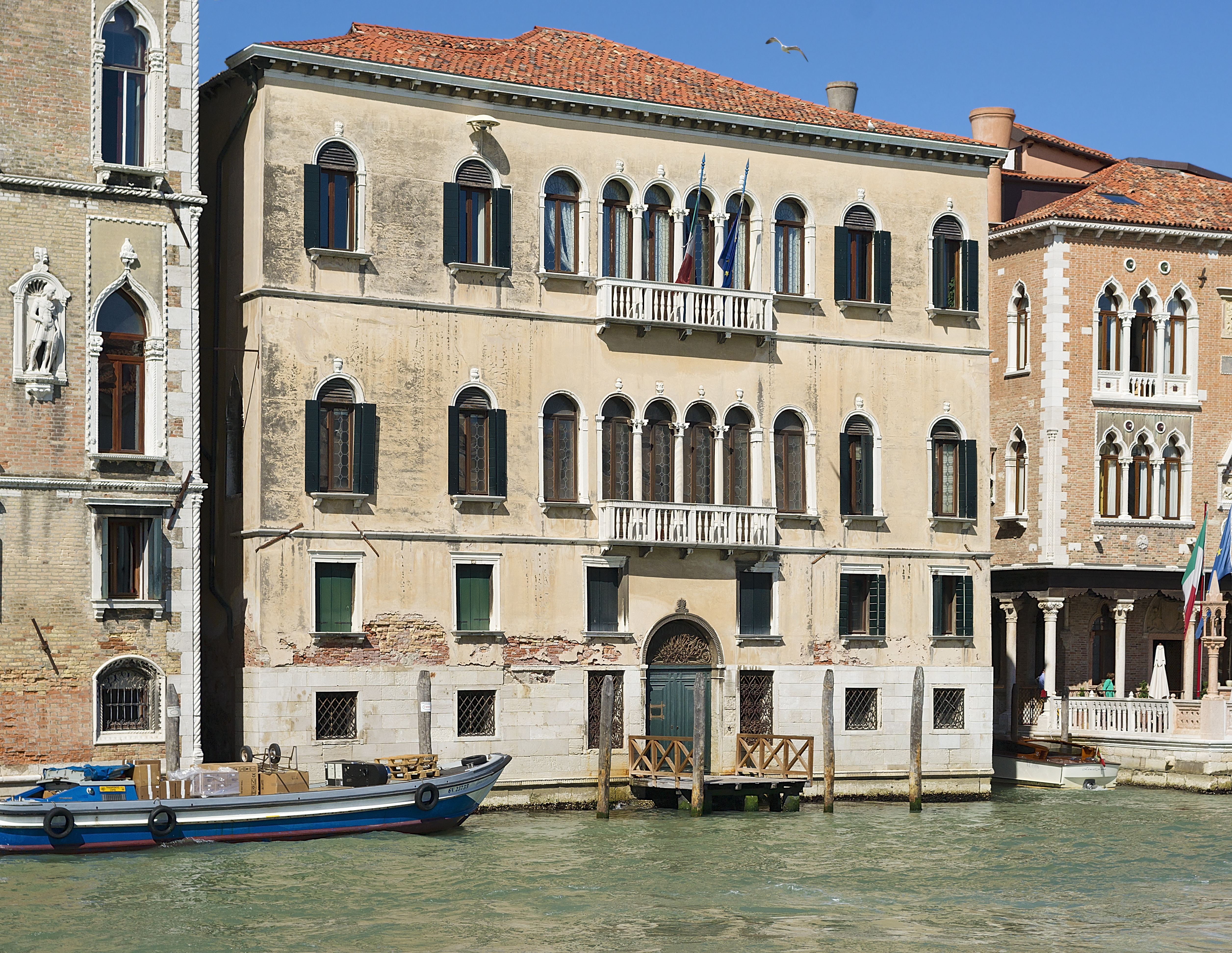
Palais Moro a San Barnaba
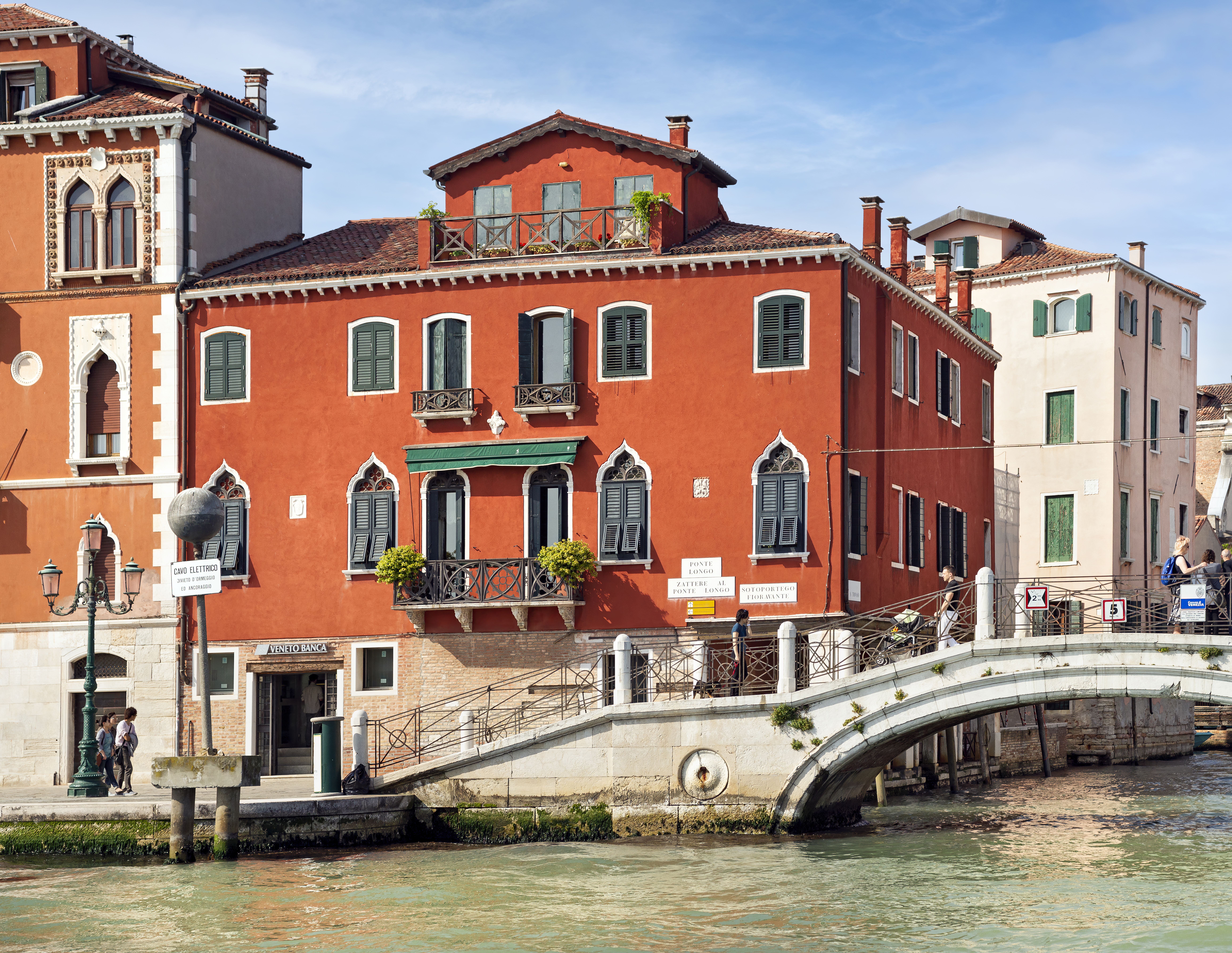
Palais Moro alle Zattere
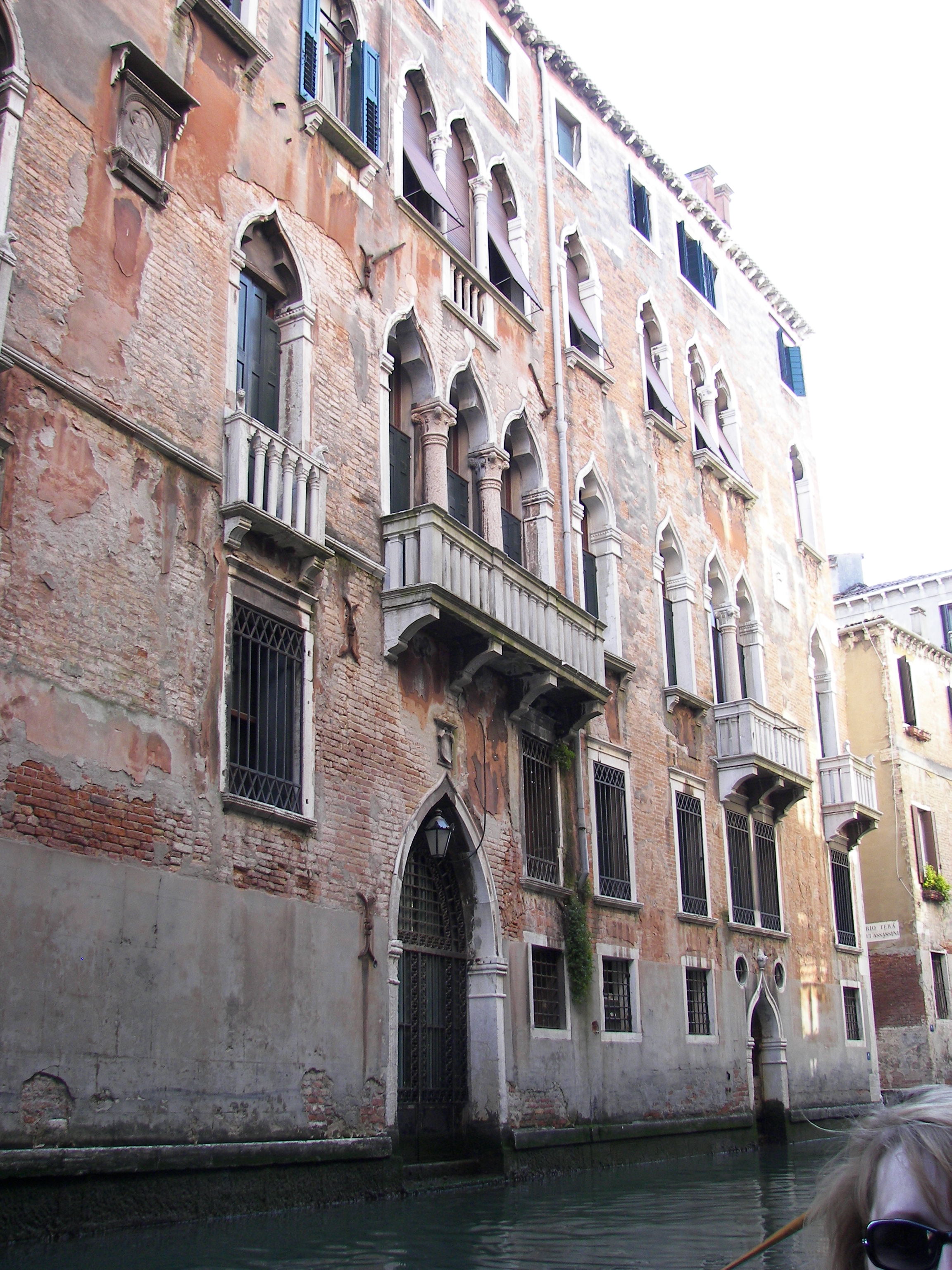
Palais Moro Marcello

- Palais Moro à San Bartolomeo
- Palais Morolin Michiel Olivo
- Palais Moro (Santa Croce)
- Palais Moro alle Zattere
- Ca' Garzoni Moro